# Kostel svatého Martina (Ladis)
Farní kostel svatého Martina stojí v obci Ladis ve spolkové zemi Tyrolsko v Rakousku.

## Historie
Farní kostel zasvěcený svatému Martinovi je zmiňován v roce 1497, kdy byl poprvé vysvěcen. Po požáru byl obnoven v roce 1683. V letech 1829–1831 byl postaven klasicistní kostel podle plánů architekta Johanna Moosbruggera. Vysvěcen byl v roce 1932. V letech 1961–1962 byl rekonstruován.

## Architektura

### Exteriér
Kostel je jednolodní stavba na vysoké podezdívce s odsazeným půlkruhovým kněžištěm a vsazenou věží na severní straně. Fasáda je členěna vysokými toskánskými pilastry, v rozích jsou zdvojené a třemi osami klenutých oken. Hlavní průčelí má trojúhelníkový štít se dvěma půlkruhovými okny na obvodové profilované hlavní římse. Věž je členěna čtvercovými poli mezi rohovými pilastry a širokými vodorovnými pruhy. Dvě nejvyšší patra mají podvojná klenutá okna. Kostel má sedlovou střechu, věž je ukončena vysokou jehlanovou střechou s hodinovými ciferníky v okapových výklencích.

### Interiér
Loď a kněžiště má valenou klenbu s výmalbou od malíře Johanna Kärleho z roku 1879 (Kázání na hoře). Výmalba stropu v kněžišti je od Josefa Prantla z roku 1961. Stěny jsou členěny pilastry.
Hlavní oltář se sloupovou edikulou a bočními portály nese oltářní obraz svatého Martina jako přímluvce před Madonou od malíře Josefa Arnolda staršího z roku 1833. Oltář nese sochy vatého Patra a Pavla a tabernákl. Boční oltáře pocházející z doby kolem roku 1833 a nesou obrazy na evangelijní straně svatý Sippe ze 17. století a na epištolní straně  obraz Narození od Kaspara Jeleho a obraz Srdce Ježíšovo z druhé čtvrtiny 18. století. Barokní kříž od sochaře Andrease Kölleho pochází z první poloviny 18. století. Křížová cesta je z 18. století.